# Franz Feldgrill
Franz Feldgrill (* 18. März 1917 in Mauritzen bei Frohnleiten; † 10. März 2007 in Graz) war ein österreichischer Politiker (ÖVP).

## Leben
Franz Feldgrill wurde am 18. März 1917 in Mauritzen bei Frohnleiten als Sohn des Holzhändlers Josef Feldgrill (* 18. März 1876) und dessen Ehefrau Maria (geborene Sorger; * 2. September 1883) geboren und am 20. März 1917 auf den Namen Franz getauft. Seine Eltern hatten am 6. Februar 1905 geheiratet. Am 29. Mai 1928 wurde Franz Feldgrill in der Grazer Herz-Jesu-Kirche gefirmt.
Ab 1955 war Franz Feldgrill Gemeinderat seiner Heimatgemeinde Frohnleiten. Im Jahr 1960 zog er als Mitglied des Österreichischen Bundesrats für die Steiermark ins Parlament ein. Von 1963 bis 1985 gehörte Feldgrill dem Steirischen Landtag an, dessen Dritter Präsident er in den Jahren 1970 bis 1983 war. In den Jahren 1983 bis 1985 übte er die Funktion des Ersten Präsidenten des Landtags aus.
Franz Feldgrill war zwei Mal verheiratet, zuletzt seit 21. Mai 1976 mit der Politikerin Ruth Feldgrill-Zankel. Davor war Feldgrill ab 30. November 1939 mit Maria Johanna Neubauer, die er in einer Wehrmachtspfarre in Graz geehelicht hatte, verheiratet gewesen.
Am 10. März 2007 starb Feldgrill, acht Tage vor seinem 90. Geburtstag, in Graz.
Am 29. Juni 2019 wurde das bis dahin Stadion Ungersdorf genannte Fußballstadion des SV Frohnleiten zu Ehren des langjährigen Gönners des Fußballvereins in Franz-Feldgrill-Stadion umbenannt.

## Auszeichnungen (Auszug)
- 2002: Großes Goldenes Ehrenzeichen mit dem Stern für Verdienste um die Republik Österreich[3]
- Ehrenring des Landes Steiermark